# Saint-Pierre-en-Port
Saint-Pierre-en-Port è un comune francese di 847 abitanti situato nel dipartimento della Senna Marittima, nella regione della Normandia.

## Società

### Evoluzione demografica
Abitanti censiti